# Elisabeth Baldauf
Elisabeth Baldauf (ur. 3 sierpnia 1990 w Bregencji) – austriacka badmintonistka, uczestniczka igrzysk olimpijskich w Rio de Janeiro. 

## Igrzyska olimpijskie
Wzięła udział w grze pojedynczej podczas igrzysk w 2016 roku. Odpadła po rywalizacji grupowej, w której przegrała z reprezentantką Chińskiego Tajpej Tai Tzu-ying oraz reprezentantką Rosji Nataliją Pierminową. W marcu 2018 zakończyła karierę sportową.  
Jest związana z innym badmintonistą, Davidem Obernorstererem.  